# Балгын (Западно-Казахстанская область)
Балгын (каз. Балғын) — упразднённое село в Жангалинском районе Западно-Казахстанской области Казахстана. Исключено из учётных данных в 2021 г. Входило в состав Мендешевского сельского округа. Код КАТО — 274049200.

## Население
В 1999 году население села составляло 103 человека (56 мужчин и 47 женщин). По данным переписи 2009 года, в селе проживал 91 человек (47 мужчин и 44 женщины).